# Phyllachora bontocensis
Phyllachora bontocensis är en svampart som beskrevs av Syd. 1923. Phyllachora bontocensis ingår i släktet Phyllachora och familjen Phyllachoraceae.   Inga underarter finns listade i Catalogue of Life.